# 森泉知行
森泉 知行（もりいずみ ともゆき、1948年1月3日- ）は、日本の実業家。東京都出身。株式会社ジュピターテレコム元代表取締役社長兼最高経営責任者、KADOKAWA社外取締役。

## 人物
東京都出身。1970年、上智大学外国語学部イスパニア語学科卒業。大学時代には、当時としては珍しかった交換留学制度でフィリピンのアテネオデマニラ大学に4週間の留学経験がある。
大学卒業後は、住友商事株式会社に入社。同社財務部門で為替や輸出入業務を担当。その後、カナダ・トロント駐在を経て、ニューヨーク駐在員として米国住友商事会社投資事業部に勤務。1995年、米国住友商事の事務機器リース会社であるPhoenixcor Inc.の会長に就任。
帰国後は、ジュピター・ショップチャンネル株式会社代表取締役社長、株式会社ジュピター・プログラミング代表取締役社長、ジュピターサテライト放送株式会社代表取締役社長を歴任。2003年、株式会社ジュピターテレコム代表取締役社長兼最高経営責任者に就任。2011年、同社代表取締役社長兼最高経営責任者から退任し、住友商事株式会社顧問に就任。
同社のジャスダック上場を果たしたほか、2003年度に黒字化を果たし、8期連続増収増益を達成するなどの実績を残した。また、積極的な買収戦略で同社をケーブルテレビ業界最大手に育て上げた。

## 略歴
- 1970年、上智大学外国語学部イスパニア語学科卒業後、同年4月、住友商事株式会社入社
- 1993年、米国住友商事会社　SCOA投資事業部
- 1995年、米国住友商事会社　Phoenixcor Inc.会長
- 1996年、ジュピター・ショップチャンネル株式会社代表取締役社長
- 2000年、株式会社ジュピター・プログラミング代表取締役社長
- 2000年、ジュピターサテライト放送株式会社代表取締役社長
- 2000年、住友商事株式会社理事
- 2003年、株式会社ジュピターテレコム代表取締役社長兼最高経営責任者
- 2011年、住友商事株式会社顧問
- 2011年、株式会社KADOKAWA取締役